# Isidoro Hernández
Isidoro Hernández González (Sevilla, 1847 - Sevilla, 1888) fou un compositor andalús que en els principis de l'anomenat genero chico gaudí de força popularitat.
Degut més que als propis mèrits, a la prodigiosa quantitat de sarsueles que va compondre hi entre les que cal citar només a títol de curiositat:
- Un sevillano en La Habana (1872);
- Un fresco del Jordán (1875);
- En el fondo del mar (1875);
- El sargento Boquerones (1876);
- Animo, valor y miedo (1880);
- El lavadero de la Florida (1881);
- La gran noche (1881);
- El manicomio del Norte (1882);
- Torear por lo fino (1883);
- El faldón de la levita (1884);
- A la cuarta pregunta (1884);
- Quien más mira... (1884);
- Escenas de verano (1885);* La sevillana (1885);
- Toros de puntas (1885);
- Muerto el perro... (1886);
- Efectos de la Granvia (1887);
- Caer en la trampa (1887);
- Las criadas (1887).

També va compondre algunes cançons i adaptà per a piano diverses sarsueles de Barbieri i Oudrid.
Morí en la més absoluta misèria, a Sevilla en 1888.